# Vailhan
Vailhan település Franciaországban, Hérault megyében. Lakosainak száma 142 fő (2022. január 1.). Vailhan Cabrières, Gabian, Montesquieu, Neffiès, Roujan és Valmascle községekkel határos.

## Népesség
A település népessége az elmúlt években az alábbi módon változott:
| Lakosok száma | 116  | 127  | 132  | 158  | 163  | 161  | 158  | 151  | 148  | 142  |
|               | 1968 | 1982 | 1990 | 2006 | 2013 | 2015 | 2017 | 2019 | 2020 | 2022 |